# Kamenica (hrad)
Kamenica (též Kamenický hrad) je zřícenina hradu nad obcí Kamenica severozápadně od města Sabinov. Stojí na vápencové skále v nadmořské výšce 725 metrů v pohoří Čergov. Zřícenina je chráněna jako kulturní památka a nachází se v přírodní památce Bradlové pásmo.

## Historie
Krajina v okolí Kamenice byla do roku 1270 součástí královského loveckého revíru spravovaného ze Šarišského hradu, a proto v ní podle Ferdinanda Uličného některý z panovníků ve 13. století založil malý lovecký hrad. Roku 1270 jej daroval synům Detrika, předka rodu Brezovických (Berzeviců). První písemná zmínka o hradu pochází z roku 1306, kdy se synové Rikolfa Brezovického rozdělili o majetek. Hrad připadl Rikolfovi, zakladateli rodové větve Tárcai (z Torysy či Tarköi). Jeho potomkům Kamenica patřila po většinu doby až do svého zániku.
V první polovině 14. století požadoval král Ludvík I., aby se hradní posádka podílela na ostraze hranice a bránila nespokojeným poddaným v útěku do Polska. V roce 1438 hrad v zájmu krále Albrechta Habsburského obsadili prešovští měšťané a ovládali jej po dobu jednoho roku. Roku 1465 hrad odolal útoku bratříků. Osudným se mu stalo až zapojení Anny, manželky Jiřího Drugetha, do protihabsburského odboje. Ačkoliv sama řídila obranu, vojsko vedené Jiřím z Puchheimu hrad v roce 1556 dobylo a pobořilo. Velká část zdiva posloužila na začátku 19. století jako zdroj kamene pro stavbu lihovaru v Lúčce.
O zříceninu pečuje občanské sdružení Kamenná věž.

## Stavební podoba

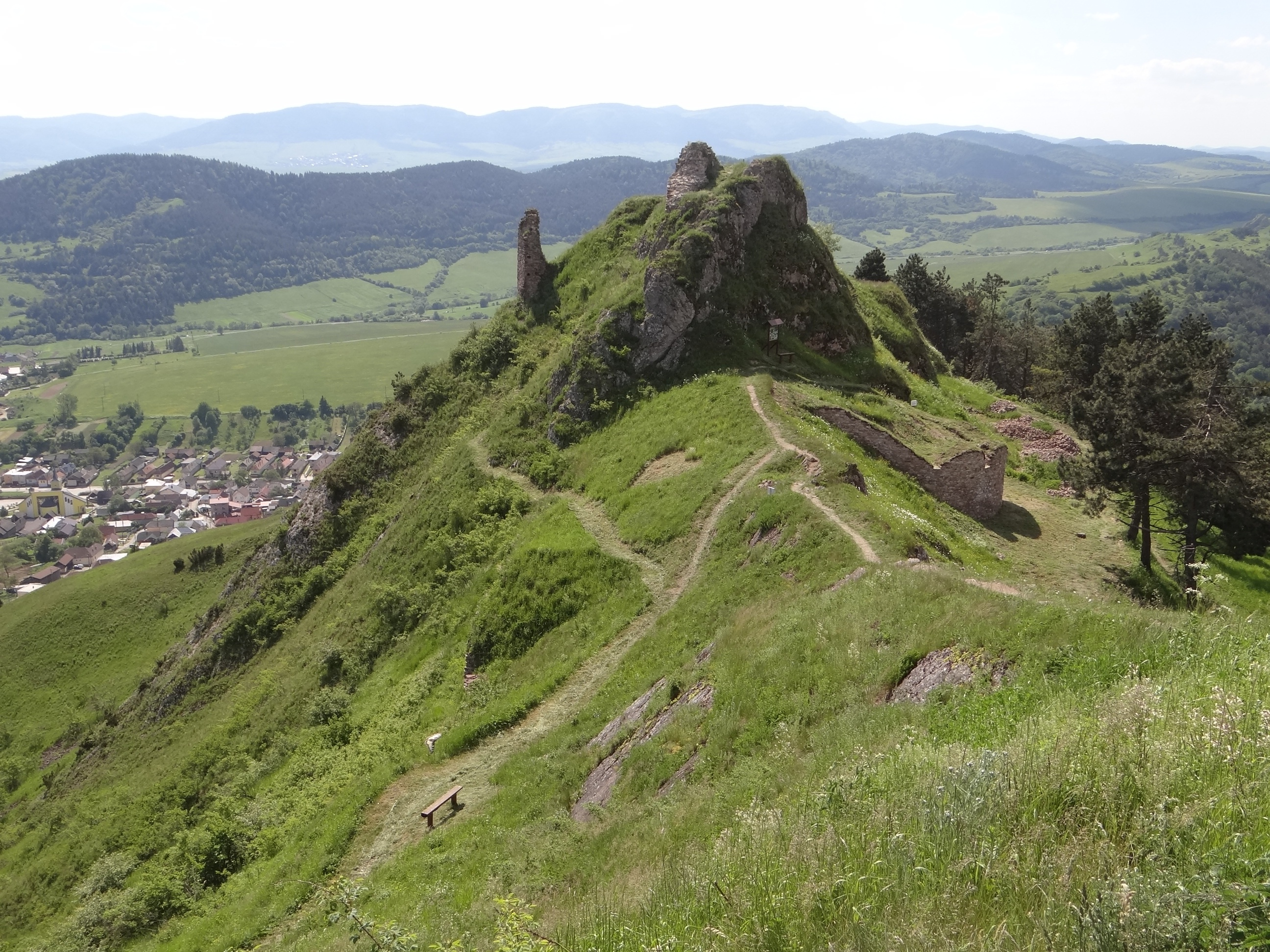
Zadní hrad

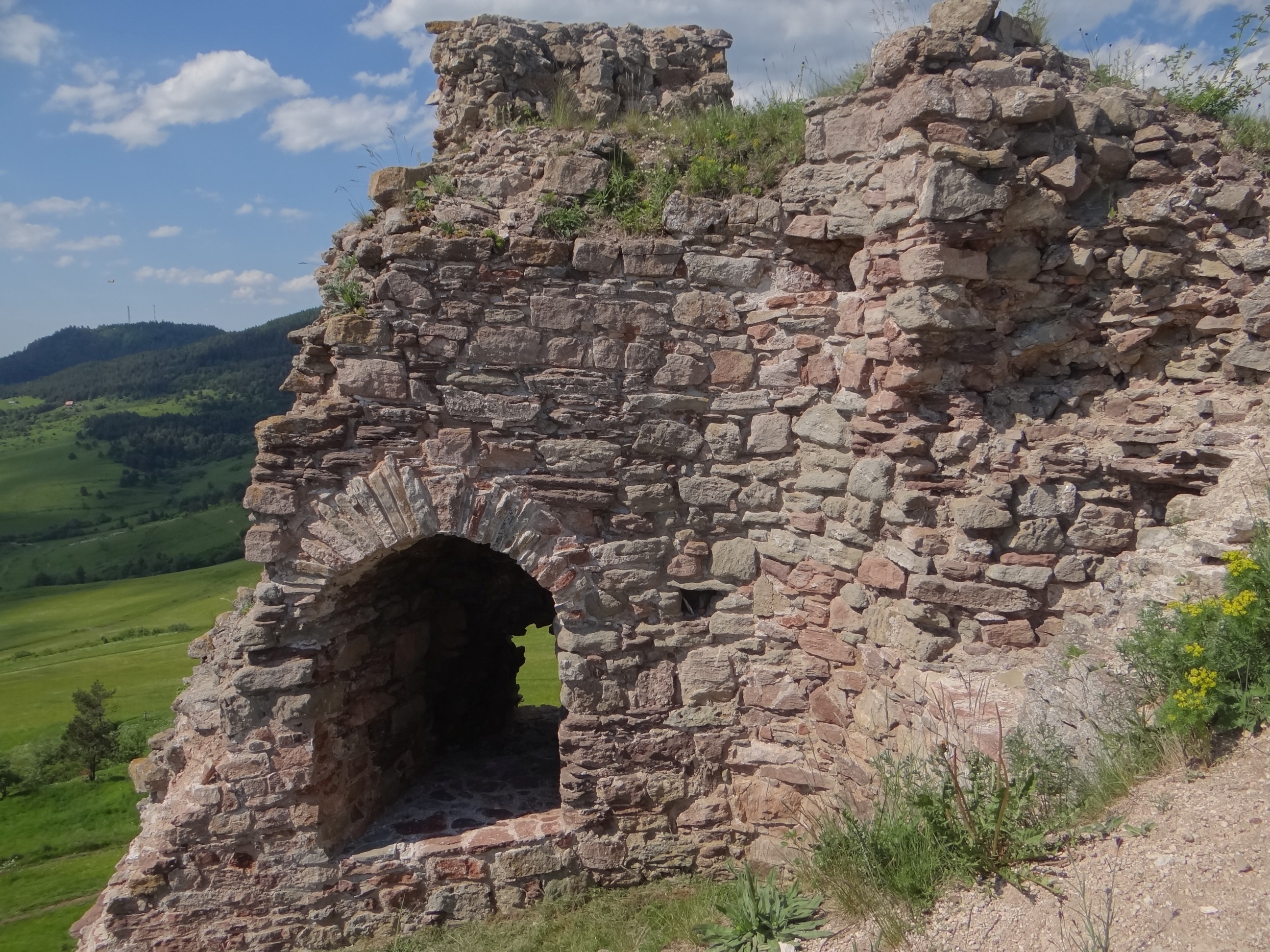
Okno

Hrad byl postaven na dvojici vápencových bradel v nadmořské výšce 725 metrů. Od zbývající části horského hřbetu byl oddělen příkopem.  Má dvoudílnou dispozici, která vznikla postupným vývojem. Starší část se nachází na západním bradle, kde uprostřed hradbou vymezené plochy stávala zlomkovitě dochovaná okrouhlá věž se zdivem silným 2,2 metru. Hradební zeď lemovala skalní okraj, pouze na jihu vybíhala níže do svahu, kde ohraničila dvorek se čtverhrannou cisternou. Snad při budování tzv. předního hradu byl do opevnění zahrnut také skalní výběžek na jihozápadě, na jehož temeni mohla být vzniknout hospodářská budova.
Přední hrad na druhém bradle nejspíše na začátku 14. století vyřešil šlechtické požadavky na komfortní bydlení. Hlavní plochu zaujal dvoudílný palác s rozměry 17,5 × 20 metrů. Oběh hradní jádra odděluje úzký hřeben, po kterém patrně vedl zděný spojovací koridor.
Další stavební úpravy na hradě proběhly nejspíše v době činnosti bratříků v 15. století. Asi tehdy byla postavena čelní hradba pod předním palácem a nasypán val podél severozápadní strany. K mladším fortifikačním stavbám patří také trojice bašt, z nichž dva chrání čelo předního hradu a třetí se nachází v severním svahu pod zadním hradem.

## Přístup
Zřícenina se nachází v největším dílu přírodní památky Bradlové pásmo. Vede k ní odbočka ze žlutě značené turistické trasy z Kamenice do Sedla Ždiare. Podél trasy je také značena naučná stezka Hrad Kamenica.